# Nesticus nahuanus
Nesticus nahuanus là một loài nhện trong họ Nesticidae.
Loài này thuộc chi Nesticus. Nesticus nahuanus được Willis J. Gertsch miêu tả năm 1971.